# Амир Абраши
Амир Абраши (алб. Amir Abrashi; Бишофцел, 27. март 1990) албански је фудбалер који тренутно наступа за Грасхопер. Игра на позицији везног играча.
Абраши је рођен у месту Бишофцел у Швајцарској, од родитеља албанског порекла из Ђаковице на Косову и Метохији. Наступао је за млађе селекције репрезентације Швајцарске. Након позива из Фудбалског савеза Албаније, он је одлучио да наступа за Албанију. Дебиотовао је 2013. године у пријатељској утакмици против Јерменије.

## Успеси
Грасхопер
- Куп Швајцарске  (1) : 2012/13.[9]

 Фрајбург
- Друга Бундеслига (1) : 2015/16.[10]

 Швајцарска до 21
- Европско првенство до 21 године:  2011.[11]